# بونورفا
بونورفا، (بالإنجليزية: Bonorva)‏، (سردينيا: Bonòlva)، هي بلدية، في مقاطعة ساساري، في منطقة سردينيا الإيطالية، وتقع على بعد حوالي 140 كم (87 ميل) إلى الشمال من كالياري، وحوالي 40 كم (25 ميل) جنوب شرق ساساري.

## السكان
في سنة 1861 بلغ عدد السكان 5٬232 نسمة، وتطور العدد ليصل في سنة 2011 لـ 3٬669 نسمة.
يظهر هذا المخطط البياني تطور النمو السكاني لـ بونورفا